# Sionge
Die Sionge ist ein rund 15,8 Kilometer langer linker Nebenfluss der Saane (französisch Sarine) im Kanton Freiburg in der Schweiz. Sie entwässert einen Abschnitt des voralpinen Raums im Greyerzerland und gehört zum Einzugsbereich des Rheins.

## Name
Die Sionge wird zum ersten Mal in einer Urkunde aus dem Jahr 1355 als Sionsy und Syonsi erwähnt. Später erschienen die Bezeichnungen Sionse (1381) und Sionzys (1508). Der Name geht auf das gallische Segonna zurück, das sich aus dem Wort seg(o)- (Kraft) und dem Suffix -onna (Wasserlauf) zusammensetzt.

## Geographie

### Verlauf
Die Sionge entspringt im Kessel Creux des Enfers auf ungefähr 1365 m ü. M. am Nordhang des Berges Les Alpettes auf dem Gemeindegebiet von Semsales. Die Quellen liegen unterhalb des national bedeutenden Moorgebiets «Le Niremont». Zunächst fliesst der Bach als Ruisseau des Mosses nach Norden den steilen bewaldeten Hang von Les Alpettes hinunter, nimmt mehrere andere Quellbäche auf und erreicht bereits nach 2,5 km das Molasseplateau am Alpenrand. Die Hauptstrasse 12, die Autobahn A12 und die Schmalspurbahnlinie von Bulle nach Châtel-Saint-Denis überqueren den Bachgraben. Beim Moorgebiet von Pra Bocca und Joux des Ponts wendet sich die Sionge nach Ostnordosten und benutzt eine breite Talmulde, wobei das Gefälle meist zwischen einem und zwei Prozent beträgt. Bei Vaulruz wird auch die Hauptstrasse 156 über den Bach geführt.
Östlich von Vaulruz tritt die Sionge in das Becken von Bulle (Greyerzerland) ein, das im Norden vom Höhenzug des Gibloux begrenzt wird. Hier erhält sie Zufluss von den ebenfalls an den Nordhängen der Alpettes entspringenden Seitenbächen Diron und Russon. Nördlich von Bulle zeichnet die Sionge einen leichten Bogen und fliesst nun nach Nordosten. In diesem Abschnitt führen wiederum zahlreiche Verkehrswege, so auch nochmals die A12, über den Fluss, der heute unterhalb des Dorfes Vuippens in den Stausee Lac de la Gruyère mündet. Durch den Aufstau des Sees wurden etwa 1,5 km des im Unterlauf leicht in die Umgebung eingetieften Tals der Sionge überflutet, so dass hier ein längerer Seitenarm des Sees entstand.
Bei niedrigem Wasserstand mündet auch der auf den Hügeln des Gibloux entspringende Gérignoz in die Sionge, ansonsten fliesst er direkt in den Lac de la Gruyère.

### Einzugsgebiet
Das 46,78 km² grosse Einzugsgebiet der Sionge liegt in den Freiburger Voralpen und wird durch sie über die Saane, die Aare und den Rhein zur Nordsee entwässert.
Es besteht zu 19,6 % aus bestockter Fläche, zu 62,2 % aus Landwirtschaftsfläche, zu 17,9 % aus Siedlungsfläche und zu 0,3 % aus unproduktiven Flächen.
Die Flächenverteilung
Die Mittlere Höhe des Einzugsgebietes beträgt 859 m ü. M.

### Zuflüsse
- Ruisseau du Pisse-Sang (Ruisseau du Létivan) (links), 3,7 km, 4,13 km², 90 l/s
- Le Diron (rechts), 7,3 km, 9,73 km², 210 l/s
- Ruisseau chez les Moret (Ruisseau du Pra des Molettes) (links), 1,6 km
- Ruisseau des Angles (links), 0,9 km
- Le Russon (rechts), 5,9 km, 4,66 km²
- La Roulema (L'Ondine) (rechts), 3,0 km, 5,56 km²
- Ruisseau de Fitemin (links)

## Charakter
Der Bachlauf der Sionge zeichnet sich nur noch durch wenige in natürlichem oder naturnahem Zustand belassene Abschnitte aus. Im verhältnismässig dicht besiedelten Becken von Bulle und bei Vaulruz wurde das Fliessgewässer kanalisiert und teilweise begradigt.

## Hydrologie
An der Mündung der Sionge in die Saane beträgt ihre modellierte mittlere Abflussmenge (MQ) 880 l/s und ihr Abflussregimetyp ist nivo-pluvial préalpin.
Der  modellierte monatliche mittlere Abfluss (MQ) der Sionge in l/s